# پومیس

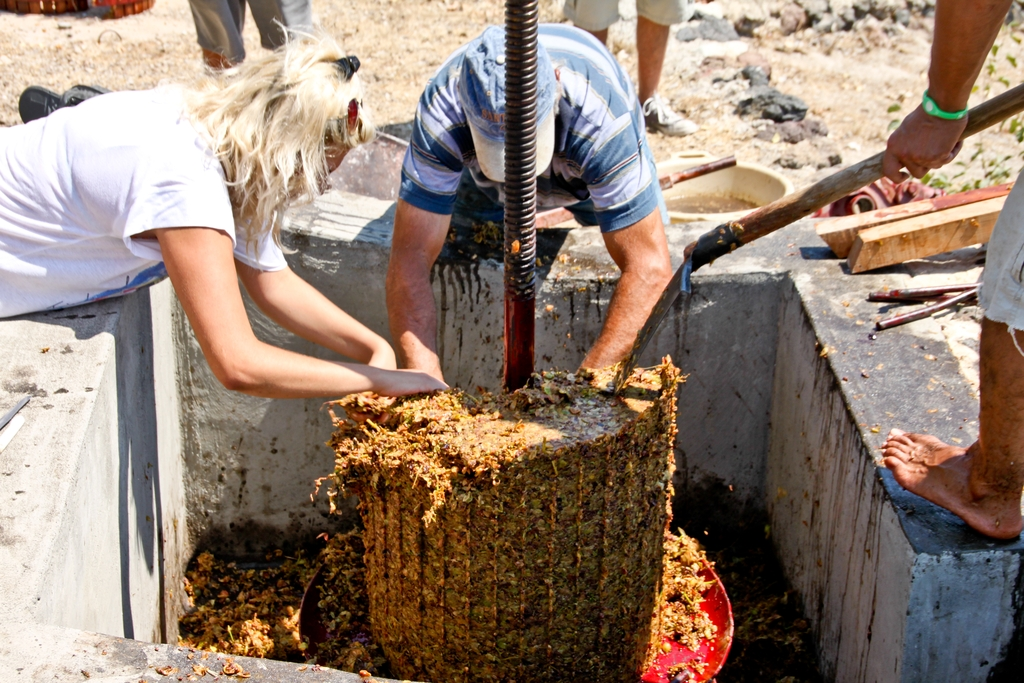
پومیس یا تفاله

پومیس یا تفاله (به انگلیسی: Pomace) بقایای جامد انگور، زیتون، یا میوه‌های دیگر پس از فرایند آبگیری یا روغن‌کشی است؛ که شامل پوست، تفاله، دانه‌ها و ساقه‌های میوه است.

## کاربردها
- از تفاله سیب غالباً برای تولید پکتین استفاده می‌شود.
- از تفاله زیتون برای تولید روغن زیتون پومیس استفاده می‌شود که کاربردهای غیرخوراکی دارد.